# Robert Crippen
Robert Laurel Crippen, detto Crip (Beaumont, 11 settembre 1937), è un ex astronauta statunitense, che ha partecipato a quattro missioni dello Space Shuttle di cui tre nel ruolo di comandante.

## Biografia

### Educazione
Crippen conseguì nel 1960 il titolo di bachelor in ingegneria aerospaziale presso l'Università del Texas di Austin. Passò attraverso il programma per ufficiali dell'aviazione della marina militare americana - U.S. Navy. Quale pilota della Navy in servizio dal giugno del 1962 a novembre del 1964, prestò servizio a bordo della portaerei USS Independence pilotando aerei A-4 Skyhawk.
Successivamente frequentò l'apposita scuola per piloti aerospaziali di ricerca dell'aeronautica militare americana, la United States Air Force Aerospace Research Pilot School dell'Edwards Air Force Base in California. Terminato con successo tale addestramento rimane effettivo ad Edwards assumendo il ruolo di istruttore di volo prima di essere selezionato a giugno del 1966 con il secondo gruppo di astronauti scelti dall'Air Force per il programma del Manned Orbiting Laboratory (MOL).
Crippen è pluridecorato di onorificenze nazionali ed internazionali sia nel campo militare che in campo civile. È membro di influenti associazioni americane.

### Esperienze alla NASA
Il programma MOL venne sospeso e cancellato definitivamente nel 1969 e Crippen fu uno dei sette astronauti del programma che a settembre di quell'anno passarono alla NASA in quanto di età inferiore ai 35 anni - requisito indispensabile richiesto dalla NASA. Bisogna evidenziare la nota interessante, che il secondo gruppo passò in blocco alla NASA, mentre sia per il primo che per il terzo gruppo scelto, solo un pilota poté sperare in un successivo volo nello spazio. Crippen fece parte degli equipaggi di supporto per le tre missioni equipaggiate della stazione spaziale Skylab, cioè le missioni Skylab 2, Skylab 3 e Skylab 4 nonché dell'equipaggio di supporto della missione programma test Apollo-Sojuz.
Crippen divenne famoso essendo stato il pilota del primo volo in orbita dello Space Shuttle, la missione STS-1 svoltasi dal 12 aprile al 14 aprile 1981. Ritornerà nello spazio per ulteriori tre volte nel ruolo di comandante delle missioni dello Shuttle STS-7 (dal 18 giugno al 24 giugno 1983), STS-41-C (dal 6 aprile al 13 aprile 1984) ed STS-41-G (dal 6 ottobre al 13 ottobre 1984).
Lasciò il ruolo di astronauta attivo assumendo dal luglio del 1987 al dicembre del 1989 l'incarico di direttore di un sottoreparto delle operazioni dello Shuttle, in carico quale effettivo del quartier generale della NASA ma stazionato in Florida. In tale ruolo fu responsabile per l'esecuzione degli ultimi preparativi dello Shuttle nella fase di prelancio, nonché durante l'esecuzione della missione ed in particolar modo delle operazioni necessarie per riportare l'orbiter dopo il suo atterraggio all'Edwards Air Force Base in California al Kennedy Space Center in Florida.
Dal gennaio del 1990 al gennaio del 1992 fu direttore del reparto Space Shuttle presso il quartier generale della NASA a Washington, D.C.. In tale posizione fu responsabile di tutto quanto aveva a che fare con le necessità del programma Shuttle, cioè dall'equipaggiamento, alle possibilità tecniche del velivolo spaziale ed al controllo totale su tutto il programma che comprendeva le disponibilità finanziarie di bilancio, la programmazione (sia per ciò che riguardava gli obbiettivi da raggiungere durante la missione come le rispettive date programmate per il lancio), l'indicazione della successione delle missioni e lo sviluppo dei programmi e piani di volo.
Dal gennaio 1992 al gennaio del 1995 Crippen divenne direttore del John F. Kennedy Space Center. In questa posizione fu responsabile per tutte le attività del nuovo sistema di trasporto spaziale. Durante la sua direzione vennero eseguite e riportate a terra con successo 22 missioni dello Space Shuttle. L'incarico lo vedeva primo responsabile per un personale di oltre 13.000 dipendenti, sia civile che militare o di collaborazione esterna. Dovette dunque seguire una moltitudine di contatti con i vari centri di supporto per le operazioni sia per i voli equipaggiati che per i voli privi di equipaggio destinati verso lo spazio. Fu in grado di sviluppare un piano finanziario che consentì di risparmiare costi per oltre il 25% facendo uso di nuove tecniche di organizzazione e sviluppo che ben presto si dimostrarono come ottime scelte. Ciò nonostante fu sempre impegnato a garantire i massimi standard di sicurezza per tutto ciò che aveva a che fare con quest'attività estremamente a rischio.

### Dopo la NASA
Dopo aver lasciato la NASA divenne Vicepresidente della Lockheed Martin Information Systems di Orlando in Florida, dove rimase in tale incarico dall'aprile del 1995 al novembre 1996.
Successivamente venne nominato presidente della Thiokol Propulsion, dove rimase fino al suo ritiro dal lavoro ad aprile del 2001. Thiokol è la ditta produttrice dei motori propulsori a congegno razzo riutilizzabili dello Space Shuttle e di ulteriori motori per missili utilizzati sia in campo militare che per scopi commerciali.

## Vita privata
Sposato con Pandora Lee Puckett nativa di Miami in Florida è padre di tre figlie.